# Birdy
Jasmine Lucilla Elizabeth Jennifer van den Bogaerde (Lymington, 15 de maig de 1996), més coneguda pel seu nom artístic Birdy, és una cantant i compositora anglesa. Va guanyar el concurs de música Open Mic UK el 2008, amb 12 anys. El seu primer single, una versió de la cançó "Skinny Love" de Bon Iver, va ser el seu gran èxit i va guanyar el certificat de platí sis vegades a Austràlia. El 7 de novembre de 2011 va llançar el seu àlbum debut homònim, Birdy, que va aconseguir ser el número 1 a Austràlia, a Bèlgica i als Països Baixos. El seu segon àlbum d'estudi, Fire Within, es va llançar el 23 de setembre de 2013 al Regne Unit i a altres països del seu entorn.

## Premis i nomenaments
| Any  | Premi                      | Categoria                                                                     | Resultat   |
| ---- | -------------------------- | ----------------------------------------------------------------------------- | ---------- |
| 2013 | 55ns Premis Grammy         | Millor cançó escrita per a mitjà visual ("Learn Me Right" amb Mumford & Sons) | Nominada   |
| 2014 | Brit Awards 2014           | Millor artista solista britànica                                              | Nominada   |
| 2014 | Premis Echo                | Millor artista solista internacional                                          | Guanyadora |
| 2014 | Premis 40 Principales 2014 | Millor nova actuació internacional                                            | Guanyadora |
| 2014 | Premis 40 Principales 2014 | Millor àlbum internacional (Fire Within)                                      | Nominada   |

## Discografia

### Àlbums d'estudi
- Birdy (2011)
- Fire Within (2013)
- Beautiful lies (2016)